# Bête glatissante

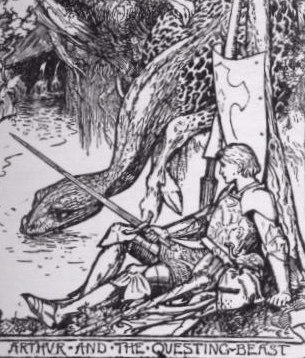
« Arthur and the Questing Beast » (Arthur et la bête glatissante)

La bête glatissante  (beste glatisant) est un monstre des légendes arthuriennes, qui est l'objet de quêtes de chevaliers fameux comme Pellinore, Palamède, et Perceval.

## Description
Cette créature étrange possède une tête et un cou de serpent, un corps de léopard, un bassin de lion et les sabots d'un cerf. Son nom vient du grand bruit qui sort de son ventre, comme « les aboiements de trente couples de chiens de chasse » (glatir signifiant aboyer en ancien français).

## Récits médiévaux
Les premières mentions de la bête sont dans le Perlesvaus et dans la Suite du Merlin du cycle Post-Vulgate. Dans la Post-Vulgate, qui est reprise dans Le Morte d'Arthur de Thomas Malory, la bête apparaît au roi Arthur après son aventure avec sa demi-sœur Morgause et la naissance incestueuse de Mordred (ils ne savaient pas alors qu'ils étaient parents). Arthur voit la bête boire dans une mare lorsqu'il se réveille après un mauvais rêve présageant la destruction du royaume par Mordred. Il rencontre alors le roi Pellinore qui lui apprend qu'il a hérité de la mission de pourchasser la bête. Merlin révèle que la bête glatissante est née d'une princesse qui désirait son propre frère. Elle coucha avec un démon qui lui avait promis l'amour du garçon, mais le démon la trompa et l'entraîna à accuser son frère de viol. En punition, leur père le fit déchirer par ses chiens, mais avant de mourir il avait prophétisé que sa sœur donnerait naissance à une abomination qui ferait autant de bruit que la meute de chiens qui le tuaient. La bête est le symbole de l'inceste, de la violence et du chaos qui détruiront finalement le royaume d'Arthur.
Dans le Perlesvaus, la bête glatissante est dépeinte de façon complètement différente. Elle est d'un blanc immaculé, plus petite qu'un renard, et belle à regarder. Le bruit qui sort de son ventre est celui de sa progéniture qui la déchire de l'intérieur. L'auteur décrit la bête comme un symbole du Christ, détruit par les disciples de l'Ancienne Loi, les Douze Tribus d'Israël. Gerbert de Montreuil donne une description similaire de la bête glatissante dans sa continuation du Perceval de Chrétien de Troyes, bien qu'il la décrive comme "merveilleusement grande" et interprète le bruit, et son sort cruel, comme un symbole des assistants impies qui perturbent la messe par leurs paroles.
Plus tard, dans le cycle Post-Vulgate, le Tristan en prose et les reprises par Malory de ces textes, le roi sarrasin Palamède chasse la bête glatissante. C'est une aventure vaine, tout comme son amour pour la bien-aimée de Tristan, Iseult, qui ne lui apportent que des épreuves. Dans le cycle Post-Vulgate, sa conversion au christianisme permet à Palamède de se délivrer de cette poursuite sans fin, et il tue finalement la bête au cours de la quête du Graal, après l'avoir pourchassée dans un lac avec Perceval et Galaad.
Dans Perceforest, la bête glatissante est décrite comme ayant un long cou aux couleurs magnifiques qui fascinent ceux qui regardent la bête, permettant à celle-ci de les tuer. Elle est encore un symbole du mal, mais sans lien avec le Graal.

## Postérité
- La bête glatissante apparaît encore dans de nombreux textes postérieurs, en français, espagnol et italien.
- Elle est présente dans le dernier épisode de la première saison de la série télévisée Merlin.